# Демократски социјализам
Демократски социјализам је савремена и прогресивна политичка филозофија која као крајњи циљ својих идеала заговара превазилажење, коренити раскид са системом светског капитализма и успостављање друштвено-економског уређења глобалног карактера утемељеног на демократији у политичко-економској сфери, те на демократски планираној светској производњи и расподели. У питању је, дакле, систем производње и расподеле глобалног карактера који би био у складу са потребама сваке појединке и сваког појединца, те глобалне заједнице као целине, и који би узимао у обзир носиве капацитете и услове регенерације животне средине. Коренити раскид са светским капитализмом би успоставио некапиталистичко бескласно уређење заједнице, чија би главна обележја требала бити: глобални карактер, заједничко власништво, демократско управљање, производња само за потребе и бесплатан приступ.
Присталице ове политичке филозофије своје вредности и идеале надовезују на вишевековну традицију еманципаторских борби прогресивних покрета и особа, радница и радника, те свих обесправљених, других и другачијих.
Превазилажење институција капитализма са крајњим циљем радикалног раскида и корените трансформације постојећег система се одвија:
- на политичком нивоу обликовањем и изградњом нових облика сарадње заједнице у саодлучивању о јавним питањима, као што су демократска партиципација од најнижег до највишег нивоа одлучивања (са јавним скупштинама становништва или електронским скупштинама) и превазилажење демократизацијом представничког демократског система директним учешћем у саодлучивању и делегатским демократским системом, уз поштовање различитих клубова мишљења, те увођење електронске демократије;
- на микроекономском нивоу са увођењем облика заједничког власништва произвођача, стваралаца и креативаца, те демократским управљањем путем директног учешћа у саодлучивању и делегатског демократског система;
- на макроекономском нивоу са превазилажењем тржишта и конкуренције као друштвених механизама који у капитализму проузрокују сталне кризе и са успостављањем алтернативних начина координације производње и расподеле добара, као што су сарадња и обједињење производних јединица у једну општу производну јединицу уместо конкуренције и демократско планирање уместо „слепе“ тржишне производње;
- у односу према животној средини са усклађивањем обима привреде у складу са носећим и регенерацијским способностима животне средине, те са одрживим и стабилним привредним развојем утемељеним на редистрибуцији већ постојећег богатства и истовременом увођењу еколошки прихватљивих нових технологија, вештачке интелигенције, аутоматизације и роботизације;
- у односу према класном питању и идентитетским питањима са превазилажењем како класних разлика између рада и капитала тако и свих других облика неједнакости, подређености и искоришћавања на друштвеном нивоу, а нарочито дискриминације по основу личне карактеристике, као што су: раса, боја коже, друштвено порекло, национално порекло, етничка припадност, веза са мањинским народом или мањинском заједницом, језик, вероисповест или уверење, политичко или друго мишљење, чланство у политичкој, синдикалној или другој организацији, пол, родни идентитет, сексуална оријентација, полне карактеристике, брачни или породични статус, рођење, старосна доб, генетичке карактеристике, здравствено стање, инвалидитет или друга лична карактеристика.

Капитализам је интернационални и глобални систем и све више ће то бити својим даљим развојем, тако да ће и антикапитализам моћи да буде једино интернационални и глобални систем. Присталице ове политичке филозофије сматрају да ова политика не може опстати у једној земљи или у пар земаља, него да мора добити глобални карактер и због тога се залажу за превазилажење светског капитализма, тј. залажу се за прогресивни патриотизам и прогресивни космополитизам (прогресивна сарадња и солидарност међу свим народима и земљама у градњи праведнијег света).
Светски капитализам се може превладати једино глобалним антикапиталистичким покретом који ће у првом замаху првенствено уздрмати најразвијеније земље светског капиталистичког центра, зато што су неразвијене земље светске капиталистичке периферије и земље у развоју светске капиталистичке полупериферије у зависном и подређеном положају у односу на најразвијеније земље светског капиталистичког центра.
Разумевајући ово стање, то не значи да се прогресивне снаге у неразвијеним земљама светске капиталистичке периферије и земљама у развоју светске капиталистичке полупериферије до тада не могу залагати за реалне, неавантуристичке и неизолационистичке конкретне и непосредне, прогресивне и социјалне политике и мере, за модернизацију, нову индустријализацију и бржи развој својих домаћих економија путем активне економске улоге јавног сектора, јавних прописа, програма и сервиса.
На основу залагања за превазилажење светског капитализма присталице ове политике се повезују са еманципаторским и прогресивним покретима и странкама из целог света. Борба се смешта у светски антикапиталистички покрет, којег чине различити раднички и синдикални покрети, покрети за еманципаторска људска права и слободе, те нове левичарске странке, организације и појединци.
Еманципаторски и прогресивни покрети за промену система се, наиме, организују на два начина. Са једне стране се организују као странке које желе добити демократску политичку моћ и деловати као антисистемска власт, а са друге стране се организују као покрети који се кроз демонстрације, директне акције и притиске боре за мењање система, без жеље за формалним преузимањем политичке власти. Идеална позиција је једнаковредно удруживање обе стратегије мењања система за достизање истог циља: оних који делују ванинституционално, и врше притиске за мењање досадашњих друштвених односа, и оних који у формалном институционалном политичком простору мењају политике и саме институције које воде коренитом раскиду са постојећим системом.
Постоје тенденције на левици да би се савремене левичарске странке требале градити и развијати као масовне, демократске странке без неприкосновених вођа, са унутрашњом организацијом заснованом на принципима партиципативне демократије од најнижег до највишег нивоа, показујући тако својом унутрашњом организацијом за какво друштво се залажу.
Термин „демократски социјализам“ се користи и као синоним за „социјализам“, али се придев „демократски“ користи за разликовање демократских социјалиста од концепата једнопартијског модела власти. Такве моделе су заступале такозване бољшевичко-комунистичке партије 20. века, засноване на бољшевизму и лењинизму различитих струја (тј. политици која је у мањој или већој мери углавном завршила у стаљинизму). Њихови експериментални модели покушаја градње „социјализма у засебним земљама“, који се у реалности своде на једнопартијски државни капитализам у засебним земљама у оквиру светског капиталистичког система и тржишта, сматрају се недемократским и ауторитарним, те искривљењем племените идеје социјалне правде. Нема социјализма без демократије и зато социјализам може да буде само демократски и светски.
Начелна обележја савремене левице су: активна демократија и антиауторитаризам; антикапитализам; друштвени прогресивизам и антиконзервативизам; антимилитаризам (антиратна оријентација); феминизам и антипатријархализам; секуларизам, хуманизам и антиклерикализам; антирасизам и антиксенофобија; прогресивни патриотизам и прогресивни космополитизам (прогресивна сарадња и солидарност међу свим народима и земљама у градњи праведнијег света); антинационализам, антишовинизам, антинацизам и антифашизам.